# Биково (Болгарія)
Би́ково (болг. Биково) — село в Сливенській області Болгарії. Входить до складу общини Сливен.

## Населення
За даними перепису населення 2011 року у селі проживали 263 особи.
Національний склад населення села:
| Національність   | Кількість осіб | Відсоток |
| ---------------- | -------------- | -------- |
| болгари          | 227            | 87,6 %   |
| цигани           | 25             | 9,7 %    |
| інша             | 4              | 1,5 %    |
| Всього відповіли | 259            |          |

Розподіл населення за віком у 2011 році:
Динаміка населення: